# Gisbert Rinschede
Gisbert Rinschede (* 8. Oktober 1941 in Drewer; † 5. März 2024) war ein deutscher Geograph und Hochschullehrer.

## Leben
Er besuchte die Volksschule Drewer und das Aufbaugymnasium Rüthen/Möhne. Ab 1962 studierte er die Fächer Geographie, Geologie und Ethnologie an der Pädagogischen Hochschule Münster I bzw. ab 1965 an der Westfälischen-Wilhelms-Universität Münster. Nach der zweiten Staatsprüfung für das Lehramt an Volksschulen 1968 wurde er 1974 promoviert. Nach der Habilitation 1981 war er ab 1982 Professor für Didaktik der Geographie an der Universität Eichstätt. Von 1989 bis 2007 lehrte er als Professor für Didaktik der Geographie an der Universität Regensburg.
Rinschede unternahm Feldforschungen in den französischen Alpen und den Pyrenäen (1969–1971, 1974) sowie den westlichen USA (1976/1977). Weiterhin widmete er sich Themen wie der Bedeutung von Schülerexkursionen und der Raumwirksamkeit von Religionen im Geographieunterricht. Er war Mitherausgeber und Schriftleiter der Geographia religionum, einer im Dietrich Reimer Verlag erschienenen interdisziplinären Schriftenreihe zur Religionsgeographie.

## Schriften (Auswahl)
- Die Transhumance in den französischen Alpen und in den Pyrenäen. Münster 1979.
- mit Alexander Siegmund: Geographiedidaktik. Brill Schöningh, Paderborn 2022, ISBN 3-8252-5862-9.